# أندريه بيوغو بوكو
أندريه إيفان بيوغو بوكو (بالفرنسية: André Biyogo Poko) (مواليد 7 مارس 1993 في بيتام، الغابون) هو لاعب كرة قدم غابوني. لعب سابقاً في نادي الخليج السعودي.

## الألقاب
بوردو
- كأس فرنسا: 2012–13

## روابط خارجية
- أندريه بيوغو بوكو على موقع اتحاد تركيا (لاعب) (الإنجليزية)
- أندريه بيوغو بوكو على موقع رابطة كرة القدم الفرنسية للمحترفين (الإنجليزية)
- أندريه بيوغو بوكو على موقع قاعدة بيانات كرة القدم.إي يو (الإنجليزية)
- أندريه بيوغو بوكو على موقع ليكيب (الفرنسية)
- أندريه بيوغو بوكو على موقع ناشيونال فوتبول تيمز (الإنجليزية)
- أندريه بيوغو بوكو على موقع Soccerway.com (الإنجليزية)
- أندريه بيوغو بوكو على موقع عالم كرة القدم.نت (الإنجليزية)
- أندريه بيوغو بوكو على موقع أوليمبيديا (الإنجليزية)
- أندريه بيوغو بوكو على موقع AS.com (الإسبانية)